# Finby, Björneborg
Finby ( finska: Finpyy  ) är stadsdel 81 i Björneborg, Finland). Den omfattar det centrala området av den tidigare kommunen Norrmark. Området gränsar till riksväg 23 i norr och till Mäntylä och Länsimetsä i söder. Stadsdelen Finby skall  inte förväxlas med kyrkbyn i Norrmark, som ligger längre norrut längs Gamla Vasavägen, eller väg 2701.

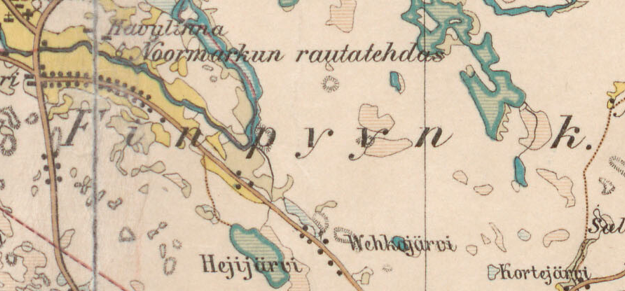
Finby enligt Finlands Lantmäteriverk år. 1901-1905

I Finby finns Norrmarks samskola  och några affärer.
Den nedlagda järnvägen Haapamäki–Björneborg gick genom den södra delen och Norrmarks järnvägsstation låg där.